# Wolfgang Petritz
Wolfgang Petritz (* 30. Oktober 1816 in Glantschach; † 7. Jänner 1892 in Steuerberg) war ein österreichischer Landwirt und Politiker.

## Leben
Petritz war der Sohn des Landwirts und Besitzers in Glantschach Wolfgang Petritz (* um 1783; † 8. Januar 1862) und dessen Ehefrau Maria geb. Huber (* 31. Januar 1788; † 9. August 1857).
Petritz war Kaufmann und Landwirt vulgo Kreuzkramer in Steuerberg. Er war auch Ortsschul-Aufseher in Steuerberg.
Er war römisch-katholisch und heiratete am 15. Februar 1841 Anna Gaggl (* 5. Juni 1817; † 14. Juni 1892). Aus der Ehe gingen vier Söhne und sieben Töchter hervor.

## Politik
Wolfgang Petritz war Bürgermeister in Steuerberg sowie Mitglied des Glantaler Demokratenvereines.
In der Märzrevolution war er vom 28. Juli 1848 bis zum 4. März 1849 für den Wahlkreis LGM OK 2 Feldkirchen stellvertretes Mitglied im Provisorischen Kärntner Landtag. Vom 26. November 1873 (Nachwahl vom 10. November 1873 nach Rücktritt von Hubert Leitgeb) bis zu seinem Rücktritt am 30. Juni 1882 war er Abgeordneter im Kärntner Landtag. Er gehörte dem Klub Deutschliberale an.